# Райкер, Уильям
Уильям Харрисон Райкер (англ. William Harrison Riker; 22 сентября 1920 — 26 июня 1993) — американский политолог, который применял теорию игр и математику в политологии.
Член Национальной академии наук США (1974).

## Ранняя жизнь
Уильям Харрисон Райкер родился 22 сентября 1920 года в городе Де-Мойн, штат Айова. В 1942 году получил степень бакалавра экономики в Университете ДеПау в Индиане. В 1948 году получил степень доктора философии в Гарвардском университете. Будучи студентом ДеПау, был инициирован в братство «Дельта Каппа Эпсилон».

## Карьера
Райкер взял на себя обязанности профессора в Университете Лоуренса в Эпплтоне, штат Висконсин (потом Лоуренсовский колледж), где опубликовал «Теорию политических коалиций» (1962). С 1962 по 1977 год был заведующим кафедрой политологии в университете Рочестера, где он оставался активным до самой смерти.
Райкер основал ныне основное поле положительной политической теории, в которой в политологию введены теория игр и аксиоматический метод теории социального выбора. В своих воспоминаниях Брюс Буэно де Мескита и Кеннет Шепсл пишут, что «эти оказались решающими для прогностических тестов для политической теории».
Среди других указаний Райкер известный своими работами по теории и истории федерализма и о том, что он называл «гесстетикой» — искусством менять политические последствия, не меняя основных предпочтений народов, манипулируя процессом принятия решений, например, изменяя порядок принятия решений. В своей книге «Liberalism Against Populism» («Либерализм против популизма») он утверждал, что нестабильность правления большинства, продемонстрированная в теореме Эрроу и теореме о хаосе МакКельви-Шофилда, означала, что «популистские» интерпретации демократии как реализации коллективной воли народа были неприемлемыми. Зато демократические лидеры имели целью построить неоднородные коалиции; часть успешного строительства коалиции могла бы привести к выравниванию выборов, в которых блоки избирателей быстро изменили бы свою верность.
Что касается политической коалиции в пользу меньшинств, то Райкер утверждал, что чем больше коалиция, тем короче она живёт.
Премия Уильяма Х. Райкера за совершенство в высшей школе в университете Рочестера награждается ежегодно в его честь. Секция политической экономии Американской политологической ассоциации также награждает ежегодной книжной премией.

## Публикации
- Райкер, Уильям Х. Солдаты государств: роль национальной гвардии в американской демократии. Вашингтон, D. C .: Public Affairs Press, 1957.
- «Парадокс голосования и правила Конгресса для голосования на. Поправки.» Американский политологический обзор. 52, 1958: 349—366.
- The Theory of Political Coalitions. — New Haven: Yale University Press, 1962.
- Federalism: Origin, Operation, Significance. — Boston: Little, Brown and Со, 1964.
  - Федерализм: теория, происхождение, предназначение // Неприкосновенный запас № 2, 2018
- «На пути к положительной политической теории», Клифф Энглвуд, штат Нью-Джерси: Принтис Холл, 1973.
- «Последствия неравновесного большинства правил для изучения институтов», American Political Science Review, 74, 1980: 432-46. JSTOR 1960638
- Liberalism Against Populism. — Сан-Франциско: W. H. Freeman, 1982.
- «Генезис конституции: президентство в 1787 году. С комментариями о детерминизме и рациональном выборе». Американский политологический обзор, 78, 1984: 1-16.
- Искусство политической манипуляции. New Haven: Yale University Press, 1986.
- Стратегия риторики. New Haven: Yale University Press, 1996.